# Horta
Horta este un oraș-port pe insula Faial din Azore. Timbre poștale cu inscipția "Horta" erau folosite la începutul secolului XX.
| Annul               | Populație | Area               | Densitate   |
| ------------------- | --------- | ------------------ | ----------- |
| Angústias           | 2,784     | 4.12 km²/412 ha    | 675.73/km²  |
| Capelo              | 493       | 25,93 km²/2,593 ha | 19/km²      |
| Castelo Branco      | 1,349     | 24.33 km²/2,433 ha | 55.4/km²    |
| Cedros              | 1,048     | 20.63 km²/2,063 ha | 50.8/km²    |
| Conceição           | 1,157     | 2.74 km²/274 ha    | 422.3/km²   |
| Feteira             | 1,612     | 14.62 km²/1,462 ha | 110.3/km²   |
| Flamengos           | 1,494     | 14.13 km²/1,413    | 105.7/km²   |
| Matriz              | 2,523     | 1.62 km²/162 ha    | 1,557.4 km² |
| Pedro Miguel        | 723       | 14.71 km²/1,471 ha | 49.2/km²    |
| Praia do Almoxarife | 746       | 10.04 km²/1,004 ha | 74.3 km²    |
| Praia do Norte      | 259       | 14 km²             | 18.5/km²    |
| Riberinha           | 439       | 11.27 km²          | 39/km²      |
| Salão               | 436       | 11.8 km²           | 36.9/km²    |

Vezi și: Listă de orașe din Portugalia
1. ↑  , Instituto Nacional de Estatística[*] https://www.ine.pt/xportal/xmain?xpid=INE&xpgid=ine_indicadores&indOcorrCod=0008350&selTab=tab0, accesat în 19 septembrie 2018 Lipsește sau este vid: |title= (ajutor)